# Єршово (Калузька область)
Єршово (рос. Ершово) — присілок в Жуковському районі Калузької області Російської Федерації.
Населення становить 23 особи. Входить до складу муніципального утворення Село Троїцьке.

## Історія
Від 2004 року входить до складу муніципального утворення Село Троїцьке

## Населення
| 2002 | 2010 |
| ---- | ---- |
| 23   | →23  |